# 石弓镇
石弓镇，是中华人民共和国安徽省亳州市涡阳县下辖的一个乡镇级行政单位。

## 行政区划
石弓镇下辖以下地区：
东关社区、西关村、耿楼村、王浅村、山后村、姚湖村、石羊村、大寺村、大黄村、高楼村、于张村、温庄村、神桥村和李楼村。